# Cyrtotyloides
Cyrtotyloides is een geslacht van wantsen uit de familie van de Miridae (blindwantsen). Het geslacht werd voor het eerst wetenschappelijk beschreven door José Cândido de Melo Carvalho en Jenaro Maldonado-Capriles in 1982.

## Soorten
Het genus is monotypisch en bevat alleen de volgende soort:

- Cyrtotyloides panamensis Carvalho & Maldonado, 1982